# Bassus acrobasidis
Bassus acrobasidis är en stekelart som beskrevs av Joseph Augustine Cushman 1920. Bassus acrobasidis ingår i släktet Bassus och familjen bracksteklar. Inga underarter finns listade.